# Trift
Trift (Armeria maritima) är en art i familjen triftväxter. Trift finns vildväxande i kustområden på norra halvklotet, framför allt i Europa. Den har spridits över hela världen som trädgårdsväxt och snittblomma. Den kallas även gräsnejlika och hylsnejlika men är inte en nejlikväxt. 
Det är en lågvuxen perenn som kan växa på torra, sandiga och salthaltiga platser, såsom vid havet (eller moderna vägkanter). Till sin byggnad är den anpassad att motstå den förtorkning som uppstår på sådana platser. Bladskivan är inte bara smal som ett gräsblad, utan även förtjockad. Därigenom är bladytan förminskad i förhållande till bladets massa. Hos sådana blad är transpirationen långsammare än hos en platt och bred bladskiva.
Jordstammen är tjock och fast. Till formen är den en upprepat grenig pelarstam, en kandelaberstam, och varje grentopp bär en tät rosett av talrika blad, så att plantan liknar en tät tuva. Grenarna skyddas av de torra resterna av föregående års bladrosett. Då en gren utvecklat en stängel i sin spets, avstannar dess tillväxt. Efter blomningen dör dock endast själva stängeln, och nedanför den kommer bladbärande sidogrenar. Blommorna är rosa, men det finns också varieteter med vita eller röda blommor, och blomningen börjar i slutet av maj eller början av juni. Blommorna sitter i täta huvuden överst på stänglarna och från blomställningen går en hinnartad hylsa ner längs stängeln. Därför har triften även kallats hylsnejlika. De har fem långa trådlika stift och märken. Frukten är en enfröig nöt. Rotsystemet är en tjock och stark pålrot. Längre upp finns några svaga trådrötter, och om växten delas i flera exemplar för att till exempel planteras som infattning omkring rabatter, kan dotterplantorna fortleva med endast trådrötterna.

## Underarter
Det finns flera underarter till trift:
- Backtrift (subsp. elongata)
- Islandstrift (subsp. planifolia)
- Mellantrift (subsp. intermedia)
- Strandtrift (subsp. maritima) – huvudunderart.

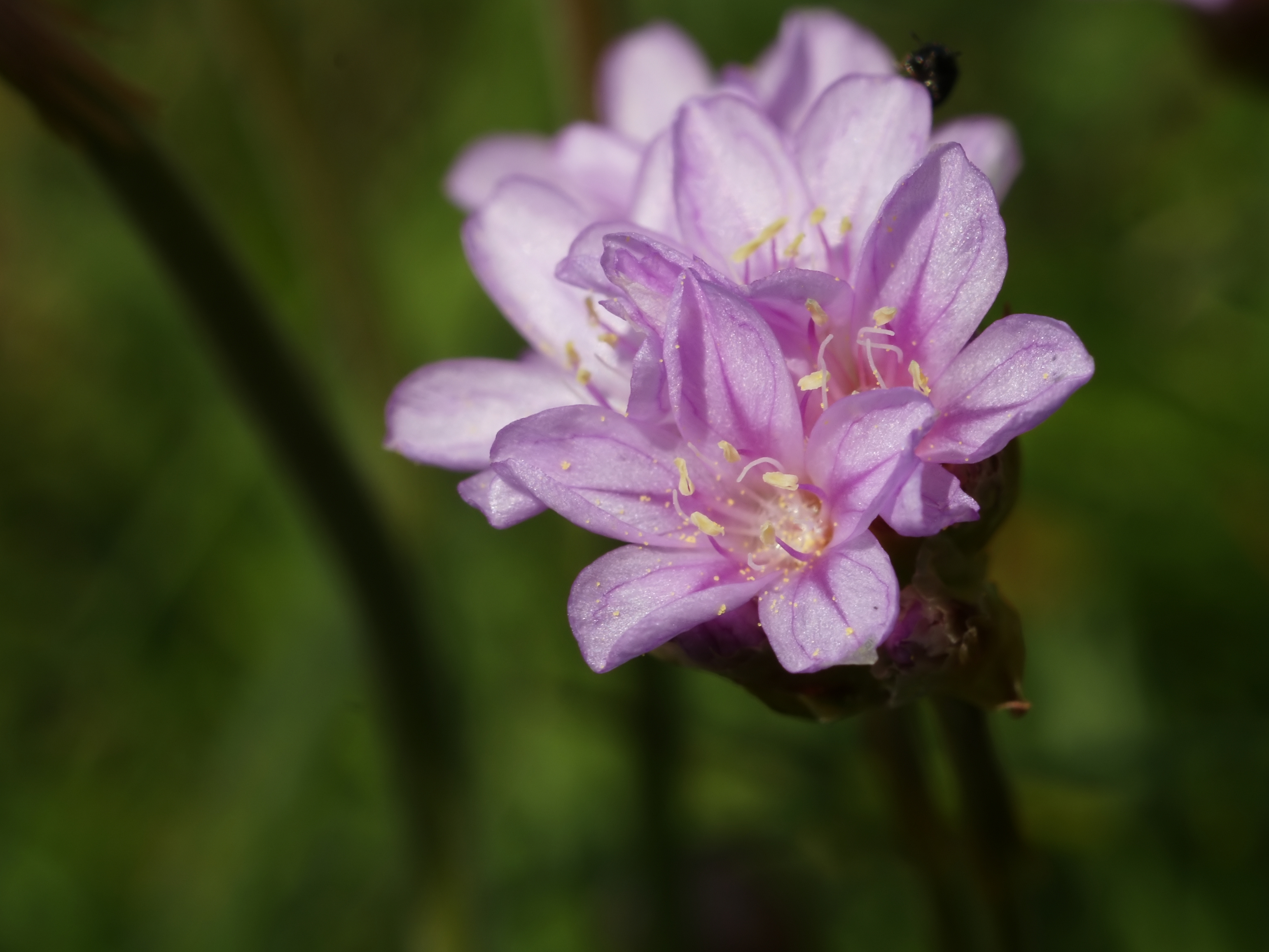
Närbild på blomma av strandtrift

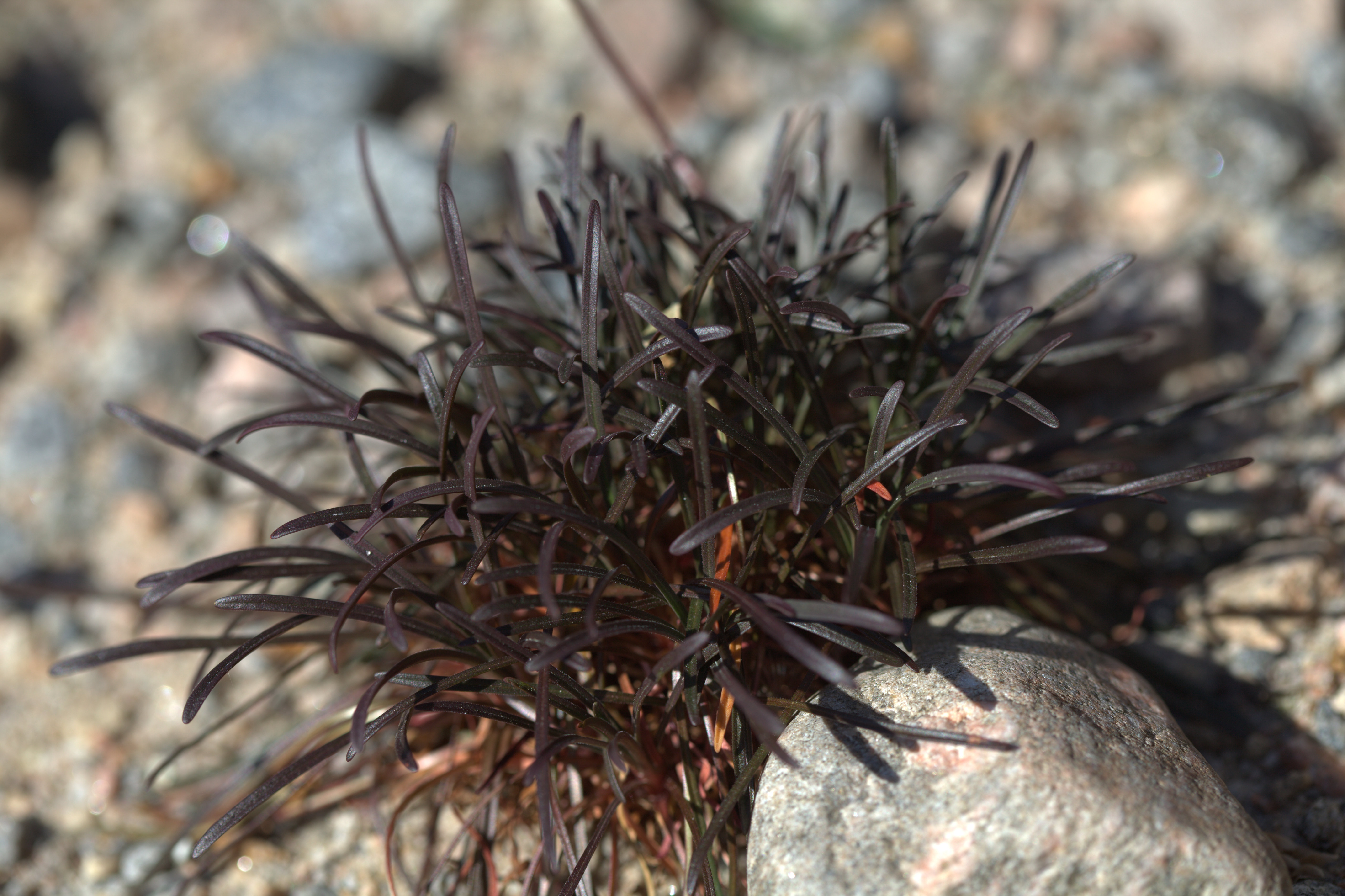
Armeria maritima, odlingsformen Vesuv, eller möjligen Vesuvius.